# Pralni prašek
Pralni prašek ali detergent je mešanica površinsko aktivnih snovi s čistilnimi lastnostmi v razredčenih raztopinah. V splošni rabi se beseda "detergent" nanaša na akril benzen sulfonate, družino spojin, ki so podobne milu, vendar ima nanje trda voda manjši učinek. Pri uporabi v gospodinjstvu, se izraz "detergent" večinoma nanaša na prašek za perilo ali pomivanje posod in ne toliko na milo ali druge vrste čistilnih sredstev. Po navadi je na voljo kot prah ali koncentrirana raztopina.
Detergenti so po naravi delno polarni (hidrofilne spojine in delno nepolarni (hidrofobne spojine). Njihova dvojna narava omogoča mešanje nepolarnih sestavin,(kot so olje in maščoba) z vodo. Ker zrak ni polarni element, se detergenti pri mešanju z zrakom in vodo različno penijo. Popolnoma nepolarne spojine, znane kot razmaščevalci, lahko odstranijo le nekaj maščobe.

## Zgodovina
Od antičnih časov naprej, so kemični dodatki priznani zaradi njihove sposobnosti, da olajšajo mehansko pranje z vodo. Italijani so v rimskih časih za čiščenje oblek uporabljali mešanico žvepla in vode z ogljem.Egipčani pa so za mehčanje vode dodajali pepel in silikat.
Prvotni detergenti so bila mila. Kot odgovor na pomanjkanje mila med prvo svetovno vojno, so se v Nemčiji leta 1917 pojavili prvi detergenti z dodanimi sintetičnimi sestavinami. Leta 1930 je opazen prvi komercialni razvoj maščobnih alkoholov in ti novi materiali so bili pretvorjeni v estre - eno ključnih sestavin pri detergentih svetovnih blagovnih znamk FEWA, BASF, Dreft, Procter & Gamble. Ti detergenti so se do časa po drugi svetovni vojni večinoma uporabljali v industriji. Kasneje so proizvodnje, ki so med vojno proizvajala letalsko gorivo, pretvarjali v proizvodnje tetrapropilena (sredstvo, ki se uporablja v gospodinjskih detergentih), kar je povzročilo hitro rast domače uporabe detergentov v poznih 1940-ih.
Uporabo encima za pranje perila je v začetku leta 1900 uvedel Otto Rohm. Uporaba encimov za pranje pa se je množično razširila šele kasneje v tem stoletju, z razpoložljivostjo termalno odpornih bakterijskih encimov.
Milo kot glavno sredstvo za čiščenje, so kmalu po razvoju alkil benzen sulfonatov nadomestili drugi detergenti. Milo je zaradi teže relativno neučinkovito in hkrati izredno občutljivo na aktiviranje v stik s trdo vodo. Tako so milo do leta 1950 skoraj popolnoma nadomestili z alkil benzen sulfonati, vendar so ti detergenti zelo slabo biorazgradiljivi. Rešitev je prišla v obliki linearnih alkil benzen sulfonatov, ki so bili tako močno učinkoviti pri pranju in bolje biorazgradljivi in ostajajo glavni detergenti za domačo rabo. Ostali detergenti, ki vključujejo linearne alkil benzen sulfonate in olefin sulfonate ostajajo specifični produkti, ki se manj uporabljajo. V zgodnjem razvoju površinskih aktivnih sredstev kot komercialnih produktov, je bil uveden izraz "syndet" kot okrajšava za sintetični detergent, ki se razlikuje od tako imenovanih naravnih mil.

## Sestavine pralnih praškov
Mnoge vrste molekul in ionov lahko služijo kot površinsko aktivne snovi z visokim izkoristkom. Pogosto so razvrščeni glede na naboj molekul ali ionov. Poznamo tri glavne skupine detergentov, anionski, nevtralni, in kationski detergenti. Anionski detergenti so najbolj pogosti za domačo uporabo pri pranju perila. Detergenti so ioni ali molekule, ki vsebujejo polarne in nepolarne sestavine. Polarna komponenta omogoča topljenje detergenta v vodi, nepolarna komponenta pa omogoča razmaščevanje. Na leto se proizvede okoli 6 milijard kilogramov detergenta za domačo potrebo.
Moderni detergenti vsebujejo nekaj različnih komponent. Tri glavne sestavine so graditelji (približno 50 % teže), alkil benzen sulfonati (15 %) in belila (7 %).

### Graditelji
Graditelji so mehčalci vode. To so kemijske spojine, ki delujejo kot agenti in odstranjujejo kalcijeve ione. Tipični graditelji so natrijev karbonat, kompleksacijska sredstva, mila in zeoliti. Delujejo z izoliranjem in obarjanjem problematičnih ionov. Eden najbolj pogostih graditeljev je natrijev trifosfat, ki se uporablja v zelo velikem obsegu pri mehčanju vode.

### Belilo
Glavne sestavine belila so rastlinskega izvora in vsebujejo klorofil, antocijanom barvila, tanin, huminske kisline in karotenoide. Večino belila, ki ga vsebuje detergent so oksidanti (npr. natrijev perborat in natrijev hipoklorit). Poleg belila so dodani še "aktivatorji belila" za povečanje učinkovitosti beljenja, med njimi je najbolj popularen TAED (Tetraacetylethylenediamine). TAED kot aktivator za belilo zagotovi učinkovito beljenje pri nižji temperaturi in nižji pH vrednosti. Poleg tega ima nizko toksičnost in je bolje biorazgradljiv.

### Encimi
Mnogi detergenti za perilo vsebujejo encime. Količine encima lahko dosegajo do 2 % teže izdelka. Ti agenti so potrebni za razgradnjo madežev, ki vsebujejo beljakovine, maščobe in ogljikove hidrate. Vsaka vrsta madeža zahteva drugačen tip encima - proteaza za beljakovine, lipaza za masti in amilaze za ogljikove hidrate.

### Ostale sestavine
Številne druge snovi so dodane glede na posebne vloge detergenta. Takšni dodatki spremenijo lastnosti detergenta:
- stabilizirajo ali preprečujejo penjenje,
- nekatere sestavine povečajo ali zmanjšajo viskoznost raztopine ali spremenijo topnost druge sestavine,
- antikorozijski agenti preprečujejo poškodbe na pralnih strojih,
- zaviralci prenosa barve preprečujejo prenos barve iz enega oblačila na druga oblačila,
- sredstva za preprečevanje odlaganja se uporabljajo za preprečevanje drobnih delcev zemlje, da se primejo na druga oblačila med pranjem.

Število sestavin vpliva na estetske lastnosti stvari, ki jo čistimo ali na detergent sam pred oz. med uporabo. Ti agenti vključujejo optična belila, mehčalce in sredstva za barvno perilo. Sestavni del modernih detergentov so različni parfumi, pri čemer so ti parfumi kompatibilni z drugimi sestavinami in ne vplivajo na barve očiščenih predmetov.

## Skrb za okolje
Pri uvajanju detergentov na osnovi sulfonata so se pojavili pomisleki zaradi nizke stopnje biorazgradnje alkil benzen sulfonatov. Problem so rešili z uvedbo linearnih alkil benzen sulfonatov. Večji problem je visoka poraba natrijevih trifosfatov, ki predstavljajo do 50 % teže detergentov, saj je odvajanje topnih fosfatov v vodo privedlo do težav z evtrofikcijo jezer in potokov. Zamenjava natrijevega trifosfata z zeoliti, je olajšalo te težave.
Zaradi dodajanja fosfatnih aditivov med letoma 1940 in 1970 je količina fosfatov v mestu odplaka narasla iz 20.000 na 150.000 ton na leto." Z povečanjem količine fosfatov se je povečalo cvetenje alg, ki so porabile večino kisika v vodah, kar je vodilo do pomora rib in rastlin.
Leta 2004 je Evropska unija uvedla predpise, ki zahtevajo biorazgradljivost vseh detergentov  ter prepoved fosfatov v domačih produktih do leta 2013. Avstralija je začela postopno opuščanje uporabe fosfatov v detergentih leta 2011, s popolno prepovedjo do leta 2014. Raziskave, ki jih je leta 2006 opravil Shenkar inštitut za inženiring in oblikovanje kaže, da so tekoča pralna sredstva okolju veliko prijaznejša kot pralna sredstva v prašku. Izraelsko Ministrstvo za okolje je zaradi tega pričelo kupcu pri čiščenju perila, ki ni močno umazano priporočati uporabo tekočih pralnih sredstev, namesto pralnih praškov."